# 127 Horas
127 Hours (bra/prt: 127 Horas) é um filme britano-estadunidense de 2010, um drama biográfico de aventura produzido e realizado por Danny Boyle, com roteiro dele e Simon Beaufoy baseado na autobiografia Between a Rock and a Hard Place, de Aron Ralston.
A trilha sonora foi composta por A. R. Rahman, que já trabalhou com Boyle em Slumdog Millionaire. Bem-recebido pela crítica, o filme foi indicado a seis Oscars, incluindo melhor filme e melhor ator (James Franco).

## Sinopse
Em 25 de abril de 2003, Aron Ralston (James Franco) se prepara para um dia de canyoning no Parque Nacional do Grand Canyon, em Utah, em que se dirige para o início da trilha à noite. Na manhã seguinte, Aron anda de bicicleta pelo parque, com o objetivo de reduzir 45 minutos em relação ao guia do livro para estimar o tempo necessário para chegar ao seu destino. Enquanto estava a pé, correndo ao longo de uma rocha nua, vê duas caminhantes, Kristi (Kate Mara) e Megan (Amber Tamblyn), aparentemente perdidas. Ralston convence o par que ele é um guia da trilha, e se oferece para mostra-lhes um caminho muito mais interessante do que o que elas tinham tentado encontrar. Aron as leva através de gargantas estreitas, incluindo um voo cego em uma piscina subterrânea, onde o filme repete-se três vezes no mergulho usando a câmera de vídeo de Ralston. Enquanto partem da companhia, Kristin e Megan convidam Ralston para uma festa na próxima noite, prometendo comparecer. No entanto, elas duvidam que ele comparecerá.
Ralston continua no Blue John Canyon, através de uma passagem estreita, onde pedras estão suspensas, encravado entre as paredes das rochas. Quando ele desce, uma pedra solta é abalada, fazendo com que Ralston caia para o fundo da garganta e prendendo seu braço contra a parede do canyon, prendendo-o. Inicialmente, ele grita por socorro, mas ninguém estava ao alcance de sua voz. Como ele se conforma com o fato de estar sozinho, ele começa com uma gravação de um diário em vídeo em sua câmera e usar seu bolso como ferramenta para múltiplas tentativas de desgastar a pedra. Ele também começa o racionamento de água e comida.
Como ele percebe que seus esforços para desgastar a pedra são inúteis, ele começa a tentativa de amputar seu braço, mas sua faca não é afiada o bastante para rasgar sua pele. Ele então apunhala seu braço, mas percebe que ele não será capaz de cortar o osso. Após alguns dias se vê forçado a beber sua própria urina. Seu registro do vídeo se torna mais e mais desesperador quando se sente que está morrendo. Ele começa a sonhar com experiências passadas, incluindo sua ex-amante Rana (Clémence Poésy), família (Lizzy Caplan, Treat Williams, Kate Burton), e as duas caminhantes que conheceu antes de seu acidente. Depois de refletir sobre sua vida, ele chega à conclusão de que tudo o que fez o levou a essa provação, e que ele estava destinado a morrer sozinho no canyon.
Depois de cinco dias, Ralston vê seu filho nascer através de uma premonição. Ele reúne a vontade de aplicar força necessária para quebrar seu antebraço e cortar o braço dele com a faca, modelando um torniquete com o isolamento de seu tubo ComelBak e usando um mosquetão para apertá-lo. Ele envolve o tronco de seu braço e tira uma foto da pedra presa enquanto a deixa para trás. Ele então faz seu caminho para fora do canyon, onde ele é forçado a descer de rapel uma rocha de 65 pés e caminhar vários quilômetros até, exausto e coberto de sangue, ele finalmente encontra uma família em um dia de caminhada. A família chama ajuda e Ralston é levado por um helicóptero da Polícia de Utah.
O filme termina com imagens reais de Aron Ralston em sua vida depois de seu acidente— incluindo várias aventuras de Aron em escalada e alpinismo, que continuou após o acidente — e de Ralston com sua esposa, a quem ele conheceu três anos depois, e seu filho, Leo. Um título do cartão que aparece antes dos créditos finais, diz que Ralston faz questão de deixar uma nota quando ele vai a qualquer lugar sozinho.

## Elenco
| Ator           | Papel                        |
| -------------- | ---------------------------- |
| James Franco   | Aron Ralston.                |
| Kate Mara      | Kristi Moore.                |
| Amber Tamblyn  | Megan McBride.               |
| Clémence Poésy | Rana, amante Aron Ralston.   |
| Lizzy Caplan   | Sonja Ralston, irmã de Aron. |
| Kate Burton    | Donna Ralston, mãe de Aron.  |
| Treat Williams | Larry Ralston, pai de Aron.  |

Aron Ralston e sua família fazem uma breve aparição no final do filme.

## Autenticidade
A cena no início do filme onde Aron mostra uma piscina escondida numa caverna a duas garotas, não existiu de facto — mostrou-lhes apenas alguns movimentos básicos de escalada. Fora esta cena, Aron Ralston afirmou que o filme "é tão factualmente verdadeiro que é o mais próximo que se poderia chegar de um documentário real." O realizador Danny Boyle, inclusive, gravou as cenas no mesmo exato local onde estas ocorreram, e a câmera de vídeo usada pelo protagonista é a câmera real de Aron.
A cena da amputação foi um trabalho de maquiagem realizado pelo maquiador Tony Gardner e sua equipe da Alterian, Inc., e contou com a ajuda de profissionais médicos, porque Boyle queria a cena o mais realista e detalhista possível. A cena foi gravada em uma única tomada com múltiplas câmeras.

## Críticas e reações
127 Hours foi aclamado pela crítica. Segundo o site Rotten Tomatoes, o filme tem 94% de aprovação, baseado em 173 resenhas, mantendo uma média de 8,3/10.
Segundo relatos da imprensa , algumas pessoas chegaram a desmaiar em razão da cena da amputação de um braço do alpinista, durante a exibição do filme no Festival de Toronto.

## Prêmios e indicações
Oscar
| Categoria               | Recipiente                                         | Resultado |
| ----------------------- | -------------------------------------------------- | --------- |
| Melhor filme            | 127 Hours                                          | Indicado  |
| Melhor ator             | James Franco                                       | Indicado  |
| Melhor roteiro adaptado | Danny Boyle, Simon Beaufoy                         | Indicado  |
| Melhor trilha sonora    | A. R. Rahman                                       | Indicado  |
| Melhor Canção Original  | A. R. Rahman, Rollo Armstrong e Dido ("If I Rise") | Indicado  |
| Melhor edição           | Jon Harris                                         | Indicado  |

Golden Globe
| Categoria            | Recipiente                  | Resultado                   |
| -------------------- | --------------------------- | --------------------------- |
| Melhor Ator - Drama  | James Franco                | Indicado[carece de fontes?] |
| Melhor Roteiro       | Danny Boyle e Simon Beaufoy | Indicado[carece de fontes?] |
| Melhor Trilha Sonora | A. R. Rahman                | Indicado[carece de fontes?] |

Screen Actors Guild
| Categoria             | Recipiente   | Resultado                   |
| --------------------- | ------------ | --------------------------- |
| Melhor Ator em cinema | James Franco | Indicado[carece de fontes?] |

BAFTA
| Categoria               | Recipiente                           | Resultado                   |
| ----------------------- | ------------------------------------ | --------------------------- |
| Melhor Filme            | 127 Hours                            | Indicado[carece de fontes?] |
| Melhor Diretor          | Danny Boyle                          | Indicado[carece de fontes?] |
| Melhor Ator             | James Franco                         | Indicado[carece de fontes?] |
| Melhor Fotografia       | Anthony Dod Mantle e Enrique Chediak | Indicado[carece de fontes?] |
| Melhor Edição           | Jon Harris                           | Indicado[carece de fontes?] |
| Melhor Roteiro Adaptado | Danny Boyle e Simon Beayfoy          | Indicado[carece de fontes?] |
| Melhor Trilha Sonora    | 127 Horas                            | Indicado[carece de fontes?] |
| Melhor Canção           | A. R. Rahman                         | Indicado[carece de fontes?] |

Independent Spirit Awards
| Categoria      | Recipiente   | Resultado                   |
| -------------- | ------------ | --------------------------- |
| Melhor filme   | 127 Hours    | Indicado[carece de fontes?] |
| Melhor diretor | Danny Boyle  | Indicado[carece de fontes?] |
| Melhor Ator    | James Franco | Venceu                      |

Sierra Award
| Categoria         | Recipiente                           | Resultado                   |
| ----------------- | ------------------------------------ | --------------------------- |
| Melhor ator       | James Franco                         | Venceu[carece de fontes?]   |
| Melhor diretor    | Danny Boyle                          | Indicado[carece de fontes?] |
| Melhor fotografia | Anthony Dod Mantle e Enrique Chediak | Indicado[carece de fontes?] |
| Melhor montagem   | Jon Harris                           | Indicado[carece de fontes?] |
| Melhor filme      | 127 Hours                            | Indicado[carece de fontes?] |

COFCA Award
| Categoria               | Recipiente                           | Resultado                   |
| ----------------------- | ------------------------------------ | --------------------------- |
| Ator do ano             | James Franco                         | Venceu[carece de fontes?]   |
| Melhor ator             | James Franco                         | Venceu[carece de fontes?]   |
| Melhor diretor          | Danny Boyle                          | Indicado[carece de fontes?] |
| Melhor fotografia       | Anthony Dod Mantle e Enrique Chediak | Indicado[carece de fontes?] |
| Melhor trilha sonora    | A.R. Rahman                          | Indicado[carece de fontes?] |
| Melhor roteiro adaptado | Danny Boyle e Simon Beaufoy          | Indicado[carece de fontes?] |
| Melhor filme            | 127 Hours                            | Indicado[carece de fontes?] |